# 渡辺暢

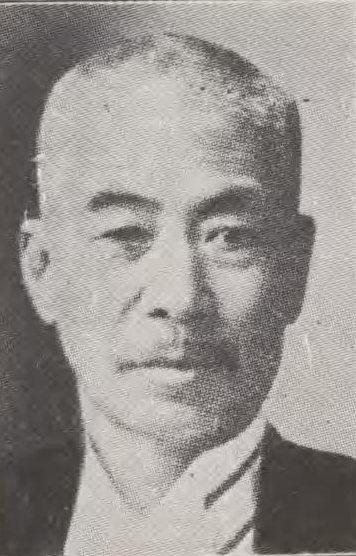
渡辺暢

渡辺 暢（わたなべ とおる / のぶ、1858年5月20日（安政5年4月8日） - 1939年（昭和14年）5月24日）は、日本の司法官、政治家。貴族院議員。旧佐倉藩士。

## 略歴
1858年（安政5年）下総佐倉藩の家老職で、代々城代を勤めた家柄に生まれる。司法省法学校に進む。後の法学者、寺尾亨は法学校の同窓で親友、その妹、達子と結婚した。1884年（明治17年）に卒業後、司法官になり、東京控訴院判事、千葉・仙台・横浜・東京の各地方裁判所長などを歴任した。
その後、朝鮮大審院の院長、日韓合併後は朝鮮高等法院の院長を勤める。高等法院長時、三・一運動の指導者らを裁く。被告達は反乱罪で起訴されたが、裁判官らはこれを騒擾罪として軽刑に処したことが八十年後の今日評価されることになる。
定年後の1924年（大正13年）1月2日、貴族院勅選議員に選任され、死去するまで在任した。

## 栄典
位階
- 1915年（大正4年）12月20日 - 従三位[7]

勲章等
- 1897年（明治30年）12月28日 - 勲六等瑞宝章[8]
- 1900年（明治33年）12月20日 - 勲五等瑞宝章[9]
- 1906年（明治39年）4月1日 - 勲四等旭日小綬章[10]
- 1915年（大正4年）11月10日 - 大礼記念章[11]
- 1920年（大正9年）12月21日 - 勲二等旭日重光章[12]
- 1923年（大正12年）4月26日 - 勲一等瑞宝章[13]

## 親族
- 義兄 寺尾寿 - 天文学者、亨・達子兄妹の長兄[3]
- 義兄 小野隆太郎 - 司法官、亨の弟で達子の兄[3]
- 次女 東山千栄子 - 女優[3]
- 三女 中江百合 - 料理研究家[3]
- 娘婿 石川欣一 - 石川千代松の長男でジャーナリスト・翻訳家・評論家、妻は渡辺の六女[3]

## 関連文献
- 李省展『アメリカ人宣教師と朝鮮の近代―ミッションスクールの生成と植民地下の葛藤』社会評論社、2006年。